# Totožnost (román)
Totožnost (ve francouzském originále L'Identité) je román česko-francouzského spisovatele Milana Kundery. Jde o druhý Kunderův román napsaný francouzsky (po Pomalosti) a celkově jeho osmý (byť v závěru života se klonil k tomu považovat za román svého druhu i soubor povídek Směšné lásky, pak by šlo o román devátý). Kniha prvně vyšla roku 1998 v pařížském nakladatelství Gallimard, byť napsána byla již dříve. Česky byla poprvé vydána roku 2024 v překladu Anny Kareninové v brněnském nakladatelství Atlantis (předtím se objevily pirátské překlady na internetu). Hlavními tématy románu jsou minulost, stárnutí a titulní identita. Některá vedlejší témata jsou typicky kunderovská (nahodilost, omyl, sen, kýč, zrádnost a slabost těla, hry vymykající se hrdinům z rukou). 

## Děj
Román popisuje poměrně krátký úsek v životě dvou stárnoucích milenců, Chantal a Jean-Marca. Chantal pracuje v reklamní agentuře a je profesně o něco úspěšnější než její partner, bývalý lyžařský instruktor Jean-Marc. Na dovolené v Normandii se oba dostanou, díky sérii náhod a nedorozumění, do situace, kdy je znejistěn jejich pocit, že znají identitu partnera (Chantal zahlédne v televizi pořad o ztracených lidech, Jean-Marc si splete na pláži partnerku s jinou ženou). Identita subjektů a objektů je pak v ději dále narušována, obvykle za pomoci vnějšího pohledu dalších postav, různých nedorozumění a špatně interpretovaných signálů a gest (mrkání apod.). 
Zlomovým momentem se stává věta, kterou vysloví Chantal, když se jí partner ptá, proč je smutná (ve skutečnosti ji rozesmutnila vzpomínka na smrt dítěte ve vztahu s předchozím partnerem): "Muži už se za mnou neotáčejí," odpoví neupřímně a vyhýbavě Chantal. Přitom zrudne. Chantal chce větu vyslovit jako sebeironický povzdech, ale kýžená intonace se jí nezdaří. A zrudnutí je důsledkem návalu horka, typického to příznaku menopauzy. Ale Jean-Marc vše pochopí zcela jinak a začne se domnívat, že takto byla odhalena Chantalina touha být pozorována cizími muži, což mu zdánlivě potvrzuje zrudnutí, které mylně chápe jako signál erotické touhy. Tato touha ho u Chantal překvapí a začne mít dojem, že Chantal je někdo zcela jiný, než se dosud domníval. 
Zpočátku ho "odhalení" nevyvede příliš z míry a vymyslí relativně nevinnou hru, aby milence její tajné přání splnil: napíše jí anonymní dopis, ve kterém předstírá, že je mužem, který jí tajně sleduje, neboť se mu velmi líbí. Tato hra ale rychle přeroste hrdinovi přes hlavu, když mu Chantal o dopisu neřekne a schovává ho před ním do spodního prádla, čímž se v Jean-Marcových očích potvrdí, že jeho odhad byl správný, zvlášť když se mu začne zdát, že se Chantal začala smyslněji oblékat. Jean-Marc cítí ze hry stále větší úzkost a přidává se i pocit žárlivosti. Nejde však o nesmyslnou žárlivost vůči sama sobě (skutečnému autorovi svůdnických dopisů), ale o jakousi filozofickou žárlivost na "dav" a jeho vkus (kýčovitý), kterému se Chantal začne přizpůsobovat, jak se mu zdá. Ač ho hra zraňuje a dezorientuje stále více, touha objevit, kdo Chantal opravdu je a jaké má vlastně tajné touhy, je silnější a zcela ho posedne. Objeví u sebe až jakousi prastarou mužskou touhu pronásledovat ženu. 
Ale Chantal nezůstane pasivní obětí a začne hrát vlastní hru, když jí z několika detailů dojde, že autorem dopisů je Jean-Marc. Tím se vše ještě zkomplikuje a oba se do hry více a více zamotávají. Čím nejistější je přitom identita jejich protějšku, tím více se jim hroutí identita vlastní. Nakonec si Chantal nechá u grafologa potvrdit, že autorem dopisů je Jean-Marc a konfrontuje ho s tímto odhalením těsně předtím, než se on sám rozhodne přiznat, neboť svou hru již dále nemůže snést. 
V závěru románu autor sám za sebe (v celém textu mluví spíše postavy a autor je skrytý) čtenáře ještě více znejistí ve věci identit a reality. Naznačuje, že celý příběh byla jen fantazie a ptá se, koho vlastně. „A já se ptám sám sebe: kdo snil? Kdo si vysnil ten příběh? Kdo si ho představoval? Ona? On? Oba dva? Každý pro toho druhého? A od které chvíle se jejich skutečný život proměnil v tu zrádnou fantazii?“ ptá se vypravěč v závěru.

## Souvislosti
Někteří literární kritici za pravzor Totožnosti označili Snovou novelu Arthura Schnitzlera z roku 1926. Tato citace je nepřímá, stejně jako citace jedné Kunderovy básně z jeho "zavržené" sbírky Monology. Obě citace jsou autorem nepřiznané, nicméně Kundera ještě před smrtí (českého vydání se nedožil) dovolil, aby druhou citaci odhalil literární badatel Jakub Češka přímo v doslovu prvního českého vydání. Bylo též upozorněno, že téma křehkosti identity narušené hrou bylo Kunderou prvně rozebráno v povídce Falešný autostop ve Směšných láskách. Kritici si také všimli, že Kundera značně změnil styl oproti svým předchozím prózám. Text je mnohem kratší, opuštěna je klasická struktura sedmi částí a především je upozaděn autorův hlas, který v předchozích dílech zajišťoval reflexe (často až esejistického druhu) a byl absolutním pánem textu a postav.